# Carlos Garibay Sánchez
Carlos Garibay Sánchez fue un político mexicano miembro del Partido Acción Nacional. Nació en Michoacán, sin embargo, tenía tiempo de vivir en Tepames, Colima. Fue diputado federal en la XLV Legislatura del Congreso de la Unión de México, luego de que la Comisión Federal Electoral decretara que “a consecuencia de las repetidas violaciones que se infringieron a la Ley Federal Electoral”, se dictamonó el triunfo sobre Enrique Brizuela Virgen. 
| Predecesor: Othón Bustos Solórzano | Diputado federal por el I Distrito de Colima 1961 - 1964 | Sucesor: Mario Llerenas Ochoa |